# 坪頂埔
坪頂埔，是臺灣新竹縣湖口鄉的一個傳統地域名稱，位於該區南部偏西。相較於今日行政區，其範圍大致包括鳳山村東南部凸出部分、勝利村東南部、中興村南半部。
本地區全境位於湖口台地上。

## 歷史
台灣清治末期至日治初期，坪頂埔地區為一街庄，稱為「坪頂埔庄」，隸屬於竹北二堡。該庄西及西北與鳳山崎庄為鄰，北與番仔湖庄為鄰，東北邊為糞箕窩庄，東南邊及南邊為枋藔庄。
1901年（日治明治三十四年）11月，全台廢縣廳改設二十廳，該庄隸屬於新竹廳。1909年（明治四十二年）10月，合併二十廳為十二廳，該庄隸屬不變。1920年（大正九年），廢十二廳改設五州二廳，該庄改制為「坪頂埔」大字，隸屬於新竹州新竹郡湖口庄，大字下有「上坪頂埔」、「下坪頂埔」小字名。
戰後湖口庄改制為湖口鄉，隸屬於新竹縣，大字亦改制為村。1950年桃、竹、苗分治，湖口鄉隸屬不變。

## 聚落
本地區早期曾有上坪頂埔、下坪頂埔等聚落，在日治期初期的官方地圖上即有記載，後來成為軍事用地，聚落已消失。

## 交通
縣道117號是新豐埔和至香山內湖的道路，大致以東北－西南走向經過坪頂埔地區西北部邊界地帶，向東北可前往番子湖、老湖口、新湖口、新豐後湖並止於省道台15線路口，向西南轉東南再轉向南可前往六家、埔頂、新竹市區、香山等地。